# Ламберт I (граф Лувену)
Ламберт I Бородань (фр. Lambert I le Barbu, нім. Lambert I. mit dem Barte/der Bärtige; 950/955 — 12 вересня 1015) — 1-й граф Лувену в 988—1015 роках, маркграф Брюсселю.

## Біографія
Походив з роду Регінаридів. Другий син Реньє III, графа Ено, та Аделі фон Нордгау. Народився між 947 та 950 роками. У 957 році внаслідок поразки під час повстання проти Бруно, герцога Лотарингії, Реньє III був захоплений полон і виданий імператорові Оттону I, який в 958 році вислав його на кордон з Богемією, де той помер, а його володіння розділив між Готфрідом, пфальцграфом Лотарингії, та графом Аморі. Ламберт разом зі старшим братом Реньє втік до Західного Франкського королівства.
973 року, після смерті Оттона I, разом з братом за підтримки Лотаря I, короля Західнофранкського королівства, скористався заворушеннями в імперії і напав на Лотарингію. Брати перемогли прихильників імператора, вбивши Рено, графа Монса, і Гарньє, маркграфа Валансьєну. В результаті брат Реньє IV отримав графство Ено. Проте в 974 році імператор Оттон II змусив Реньє IV та його брата знову тікати до Франції. У 976 році вони повторили спробу повернути Ено, але 19 квітня були розбиті у битві поблизу Монса і були змушені знову повернутися до Франції.
У 978 році відповідно до домовленостей з Оттоном II відбулося повернення значної частини графства Ено до Регінаридів: Ламберт отримав частину з містом Лувен, ставши там графом (перша письмова згадка про нього як про лувенського графа датується 1003 роком), а Реньє — отримав решту, окрім Валансьєну та замку Монс.
Між 988 та 991 роками Ламберт I одружився з представницею династії Каролінгів, внаслідок чого отримав Брюссельську марку та став світським абатом Нівеля і Жамблу.
У 1006 році сприяв захопленню Валансьенської марки Бодуеном IV, графом Фландрії. У відповідь імператор Генріх II в 1007 році здійснив похід, примусивши Ламберта I підкоритися. В якості гарантії останній був змушений передати імператору свого сина в заручники.
У 1012 році після смерті Оттона Каролінга, герцога Нижньої Лотарингії, підтримав свого брата Реньє IV у боротьбі за це герцогство. Втім імператор Генріх II не бажав посилення Регінаридів, призначивши новим герцогом Готфріда II, графа Вердену.
Водночас Ламберт I спочатку вступив у конфлікт за прикордонне графство Бруненгеруз (між річками Дейле і Гете) з Ноткером, єпископом Льєзьким, а у 1012 році з його наступником — єпископом Бальдеріком II фон Лоозом. У битві біля Моргодену, війська графа Лувенського перемогли єпископа.
Але проти Ламберта I виступив Готфрід I, герцог Нижньої Лотарингії, яка переміг лувенців 1013 року в битві при Гугарді. У відповідь Ламберт I залучив на свій бік Роберта II, графа Намюра, і Реньє V, графа Ено. Але 12 вересня 1015 року Ламберт I в битві при Флорені зазнав нищівної поразки, а сам загинув. Йому спадкував старший син Генріх I.

## Родина
Дружина — Герберга, донька Карла I Каролінга, герцога Нижньої Лотарингії.
Діти:
- Генріх (бл. 992/1000 — 1038), граф Лувену і маркграф Брюсселю
- Ламберт (д/н—1054), граф Лувену і маркграф Брюсселю
- Матильда (бл. 992/1000—д/н), дружина Есташа I, граф Булоні
- Реньє, шателан в Енамі